# Astylosternus robustus
Trichobatrachus robustus (sapo peludo, sapo-Wolverine) é uma espécie de anfíbios da família Arthroleptidae. É a única espécie do género Trichobatrachus. Está distribuída pela Nigéria, República Democrática do Congo, Camarões, Guiné Equatorial, Gabão e possivelmente Angola. São insetívoros.[carece de fontes?]